# 11519 Adler
11519 Adler è un asteroide della fascia principale. Scoperto nel 1991, presenta un'orbita caratterizzata da un semiasse maggiore pari a 2,3936090 UA e da un'eccentricità di 0,1560466, inclinata di 1,66697° rispetto all'eclittica.